# 阿諾德鎮區 (密蘇里州傑佛遜縣)
阿諾德鎮區（英語：Arnold Township）是位於美國密蘇里州傑佛遜縣的一個行政鎮區。

## 地方資料
阿諾德鎮區的面積為30.93平方千米，當中陸地面積為30.00平方千米，而水域面積為0.93平方千米。根據2020年美國人口普查的數據，當地共有人口20694人，而人口密度為每平方千米669.06人。